# Francesca Segat
Francesca Segat (Vittorio Veneto (Treviso), 21 januari 1983) is een Italiaanse zwemster. Ze vertegenwoordigde haar vaderland op de Olympische Zomerspelen 2004 in Athene.

## Zwemcarrière
Bij haar internationale debuut, op de Europese kampioenschappen zwemmen 2002 in Berlijn, eindigde Segat als vijfde op de 200 meter vlinderslag en strandde ze in de halve finales van de 50 en de 100 meter vlinderslag. Samen met Alessandra Cappa, Sara Farina en Cecilia Vianini eindigde ze als zesde op de 4x100 meter wisselslag. Op de Europese kampioenschappen kortebaanzwemmen 2002 in Riesa eindigde de Italiaanse als vijfde op de 200 meter vlinderslag en als zesde op de 100 meter vlinderslag, op de 50 meter vlinderslag werd ze uitgeschakeld in de series.
Tijdens de wereldkampioenschappen zwemmen 2003 in Barcelona eindigde Segat als vijfde op de 200 meter vlinderslag, op de 100 meter vlinderslag strandde ze in de series. In Dublin nam de Italiaanse deel aan de Europese kampioenschappen kortebaanzwemmen 2003, op dit toernooi veroverde ze de zilveren medaille op de 200 meter vlinderslag. Op de 100 meter vlinderslag werd ze uitgeschakeld in de halve finales en op de 50 meter vlinderslag en de 400 meter wisselslag in de series.
Op de Europese kampioenschappen zwemmen 2004 in Madrid strandde Segat in de halve finales van de 200 meter vlinderslag en in de series van de 100 meter vlinderslag. Op de 4x100 meter wisselslag eindigde ze samen met Alessandra Cappa, Chiara Boggiatto en Federica Pellegrini op de vierde plaats. Tijdens de Olympische Zomerspelen van 2004 in Athene werd de Italiaanse uitgeschakeld in de halve finales van de 200 meter vlinderslag en in de series van de 100 meter vlinderslag. Op de Europese kampioenschappen kortebaanzwemmen 2004 in de Oostenrijkse hoofdstad Wenen eindigde Segat als vijfde op de 200 meter vlinderslag en strandde ze in de halve finales van de 100 meter vlinderslag en in de series van de 400 meter wisselslag. Op de 4x50 meter wisselslag eindigde ze samen met Cristina Chiuso, Federica Pellegrini en Alessia Filippi als zevende.

### 2005-2008
Tijdens de wereldkampioenschappen zwemmen 2005 in Montreal werd Segat uitgeschakeld in de halve finales van de 100 en de 200 meter vlinderslag. Op de Europese kampioenschappen kortebaanzwemmen 2005 in Triëst eindigde de Italiaanse als vijfde op de 200 meter vlinderslag en strandde ze in de halve finales van de 100 meter vlinderslag.
In Shanghai nam Segat deel aan de wereldkampioenschappen kortebaanzwemmen 2006, op dit toernooi sleepte ze de zilveren medaille in de wacht op de 200 meter vlinderslag en werd ze uitgeschakeld in de series van de 200 meter wisselslag. Samen met Elena Gemo, Chiara Boggiatto en Cristina Chiuso eindigde ze als vierde op de 4x100 meter wisselslag. Tijdens de Europese kampioenschappen zwemmen 2006 in Boedapest veroverde de Italiaanse de zilveren medaille op de 200 meter vlinderslag en eindigde ze als vijfde op de 100 meter vlinderslag. Op de 4x100 meter vrije slag eindigde ze samen met Cristina Chiuso, Flavia Zoccari en Federica Pellegrini als zesde. Op de Europese kampioenschappen kortebaanzwemmen 2006 in Helsinki eindigde Segat als zevende op de 200 meter vlinderslag en strandde ze in de series van de 100 meter vlinderslag. Samen met Federica Pellegrini, Alessia Filippi en Cristina Chiuso eindigde ze als zevende op de 4x50 meter vrije slag. 
Tijdens de wereldkampioenschappen zwemmen 2007 in Melbourne werd de Italiaanse uitgeschakeld in de series van de 100 en de 200 meter vlinderslag. Samen met Flavia Zoccari, Renata Spagnolo en Federica Pellegrini strandde ze in de series van de 4x200 meter vrije slag, op de 4x100 meter wisselslag werd ze samen met Elena Gemo, Chiara Boggiatto en Federica Pellegrini uitgeschakeld in de series.
In Eindhoven nam Segat deel aan de Europese kampioenschappen zwemmen 2008, op dit toernooi strandde ze in de series van de 100 en de 200 meter vlinderslag. Samen met Alice Carpanese, Renata Spagnolo en Flavia Zoccari zwom ze in de series van de 4x200 meter vrije slag, in de finale legden Carpanese en Spagnolo samen met Alessia Filippi en Federica Pellegrini beslag op de bronzen medaille. Voor haar aandeel in de series ontving Segat eveneens de bronzen medaille. Op de Europese kampioenschappen kortebaanzwemmen 2008 in Rijeka veroverde de Italiaanse de Europese titel op de 200 meter wisselslag, ze verbeterde tevens het Europees record. Op de 100 en de 400 meter wisselslag mocht ze de bronzen medaille in ontvangst nemen, op de 200 meter vlinderslag eindigde ze op de zesde plaats.

### 2009-heden
Tijdens de wereldkampioenschappen zwemmen 2009 werd Segat uitgeschakeld in de halve finales van de 200 meter wisselslag en in de series van zowel de 200 meter vlinderslag als de 400 meter wisselslag. In Istanboel nam de Italiaanse deel aan de Europese kampioenschappen kortebaanzwemmen 2009, op dit toernooi sleepte ze de zilveren medaille in de wacht op de 200 meter wisselslag en eindigde ze als vierde op de 400 meter wisselslag.
Op de Europese kampioenschappen zwemmen 2010 in Boedapest eindigde Segat als zevende op de 200 meter wisselslag, op de 4x100 meter wisselslag eindigde ze samen met Elena Gemo, Chiara Boggiatto en Chiara Masini Luccetti op de vijfde plaats. Tijdens de Europese kampioenschappen kortebaanzwemmen 2010 in Eindhoven eindigde de Italiaanse als vierde op de 100 meter wisselslag en als vijfde op de 400 meter wisselslag, op de 200 meter wisselslag strandde ze in de series. In Dubai nam Segat deel aan de wereldkampioenschappen kortebaanzwemmen 2010, op dit toernooi eindigde ze als zesde op de 200 meter wisselslag en als achtste op de 100 meter wisselslag. Samen met Chiara Masini Luccetti, Alice Nesti en Renata Spagnolo zwom ze in de series van de 4x200 meter vrije slag, in de finale eindigden Spagnolo, Nesti en Masini Luccetti samen met Federica Pellegrini op de zesde plaats.

## Internationale toernooien
| Jaar | Olympische Spelen                         | WK langebaan                                                                          | WK kortebaan                                                                          | EK langebaan                                                                                 | EK kortebaan                                                                        |
| ---- | ----------------------------------------- | ------------------------------------------------------------------------------------- | ------------------------------------------------------------------------------------- | -------------------------------------------------------------------------------------------- | ----------------------------------------------------------------------------------- |
| 2002 |                                           |                                                                                       | geen deelname                                                                         | 12e 50m vlinderslag 10e 100m vlinderslag 5e 200m vlinderslag 6e 4x100m wisselslag            | 22e 50m vlinderslag 6e 100m vlinderslag 5e 200m vlinderslag 10e 4x50m wisselslag    |
| 2003 |                                           | 21e 100m vlinderslag 5e 200m vlinderslag 10e 4x100m wisselslag                        |                                                                                       |                                                                                              | 28e 50m vlinderslag · 10e 100m vlinderslag · 200m vlinderslag · 11e 400m wisselslag |
| 2004 | 22e 100m vlinderslag 12e 200m vlinderslag |                                                                                       | geen deelname                                                                         | 22e 100m vlinderslag 11e 200m vlinderslag 4e 4x100m wisselslag                               | 9e 100m vlinderslag 5e 200m vlinderslag 12e 400m wisselslag 7e 4x50m vrije slag     |
| 2005 |                                           | 13e 100m vlinderslag 9e 200m vlinderslag                                              |                                                                                       |                                                                                              | 14e 100m vlinderslag 5e 200m vlinderslag                                            |
| 2006 |                                           |                                                                                       | 200m vlinderslag · 17e 200m wisselslag · 4e 4x100m wisselslag                         | 5e 100m vlinderslag · 200m vlinderslag · 6e 4x100m vrije slag                                | 18e 100m vlinderslag 7e 200m vlinderslag 7e 4x50m vrije slag                        |
| 2007 |                                           | 29e 100m vlinderslag 18e 200m vlinderslag 13e 4x200m vrije slag 10e 4x100m wisselslag |                                                                                       |                                                                                              | geen deelname                                                                       |
| 2008 | geen deelname                             |                                                                                       | geen deelname                                                                         | 31e 100m vlinderslag · 21e 200m vlinderslag · 4x200m vrije slag · Segat zwom enkel de series | 6e 200m vlinderslag · 100m wisselslag · 200m wisselslag · 400m wisselslag           |
| 2009 |                                           | 19e 200m vlinderslag 13e 200m wisselslag 21e 400m wisselslag                          |                                                                                       |                                                                                              | 200m wisselslag · 4e 400m wisselslag                                                |
| 2010 |                                           |                                                                                       | 8e 100m wisselslag 6e 200m wisselslag 6e 4x200m vrije slag Segat zwom enkel de series | 7e 200m wisselslag 5e 4x100m wisselslag                                                      | 4e 100m wisselslag 10e 200m wisselslag 5e 400m wisselslag                           |

## Persoonlijke records
Bijgewerkt tot en met 10 december 2009

### Kortebaan
| Afstand          | Tijd    | Datum            | Plaats    |
| ---------------- | ------- | ---------------- | --------- |
| 100m vlinderslag | 57,81   | 28 november 2008 | Genua     |
| 200m vlinderslag | 2.04,92 | 29 november 2008 | Genua     |
| 100m wisselslag  | 59,56   | 29 november 2008 | Genua     |
| 200m wisselslag  | 2.06,21 | 10 december 2009 | Istanboel |
| 400m wisselslag  | 4.27,12 | 14 december 2008 | Rijeka    |

### Langebaan
| Afstand          | Tijd    | Datum         | Plaats   |
| ---------------- | ------- | ------------- | -------- |
| 100m vlinderslag | 58,53   | 6 maart 2009  | Riccione |
| 200m vlinderslag | 2.08,53 | 25 maart 2006 | Riccione |
| 200m wisselslag  | 2.12,20 | 7 maart 2009  | Riccione |
| 400m wisselslag  | 4.42,27 | 29 juni 2009  | Pescara  |